# Segunda Angostura
Segunda Angostura (que l'on trouve parfois dans les sources francophones sous le nom de « deuxième goulet ») est petit détroit situé à l'intérieur du détroit de Magellan, dans la région de Magallanes et de l'Antarctique chilien, au sud du Chili. Ce détroit sépare la Patagonie continentale de la grande île de la Terre de Feu.
Il est situé au sud-ouest de la Primera Angostura, la partie la plus étroite du détroit de Magellan. Son nom, Segunda Angostura, vient du fait qu'il s'agit du deuxième goulet que les navires devaient passer lorsqu'ils traversaient le détroit d'est en ouest.

Carte des environs
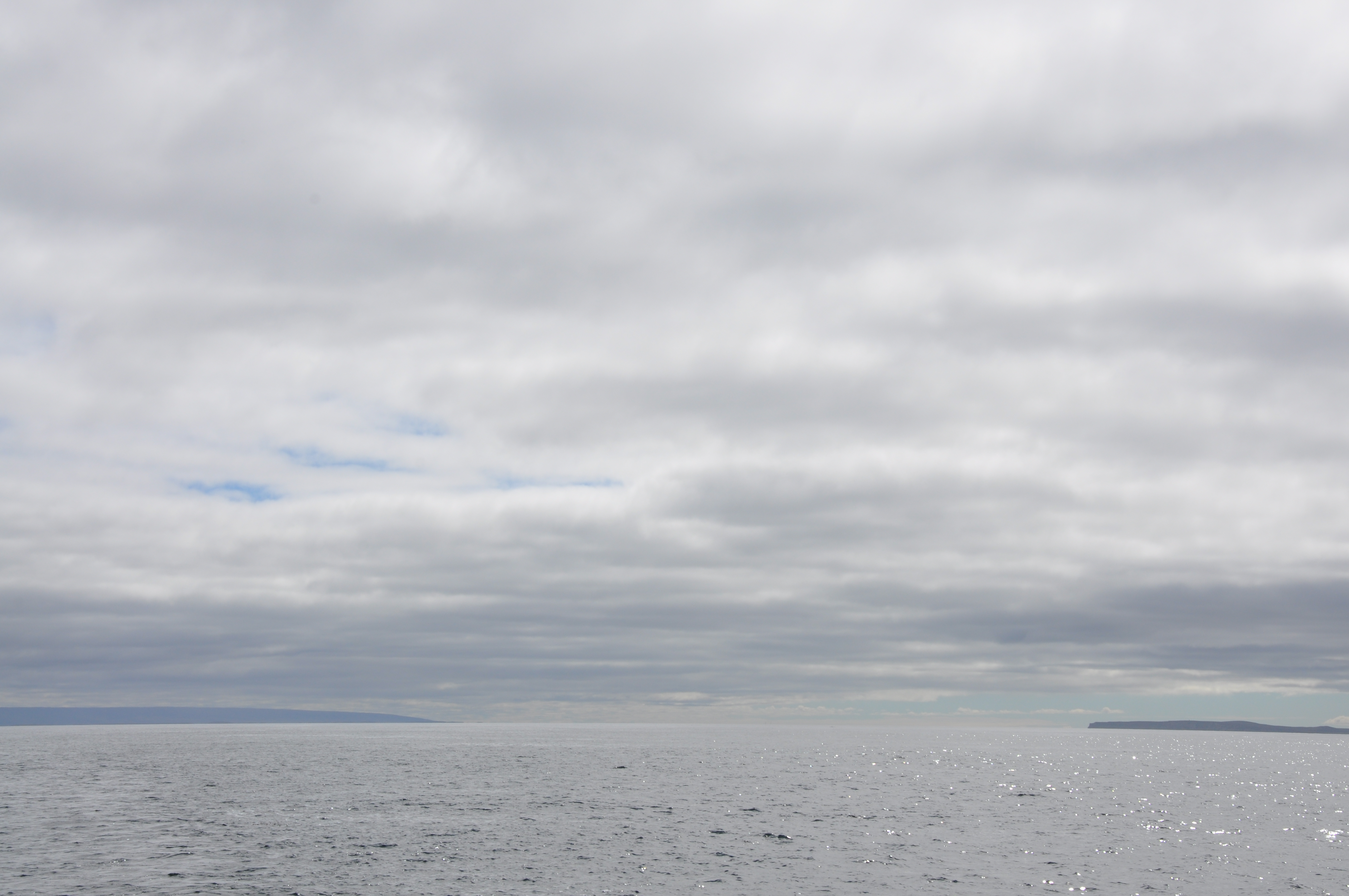
Vue du sud de la Segunda Angostura (à droite la péninsule Juan Masiá)